# 高麗行政區劃

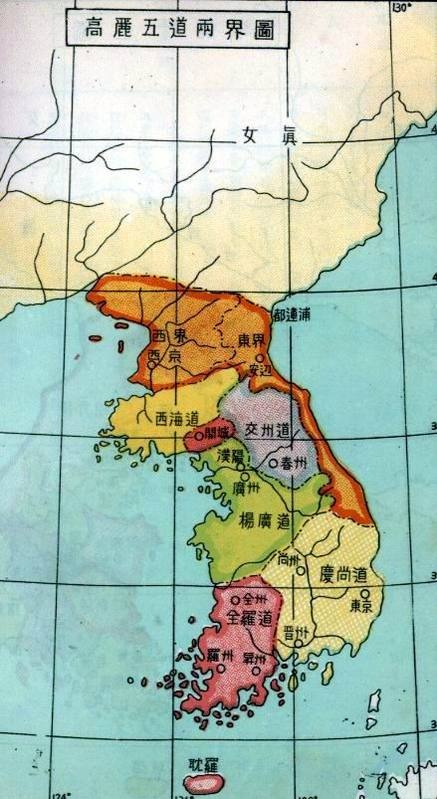
高丽五道两界图

## 背景
高丽建国初期北边大概在今大同江以北龙兴江一线与渤海国对峙。
936年-943年，高丽北扩到今朝鲜元山市。993年，高丽西北部到达鸭绿江。
高丽蒙古战争后，高丽北部的東界、北界被蒙元占领，成为元朝的双城总管府和东宁府，隶属于元朝辽阳行省。济州岛也长期成为蒙古人的直接管辖地“耽罗军民总管府”负责防倭和高丽海外侨民事务。元末期，高丽积极北拓，收复北部被蒙古占领的土地。
1388年，在明朝击败中国东北地区的北元军队后的第一年，明太祖欲建立铁岭卫以取代元朝在中国东北和朝鲜半岛北部的开元路。由于高丽声称对开元路朝鲜半岛北部地区拥有主权，明朝放弃了开元路朝鲜半岛北部的领地，并将铁岭卫改置于辽东奉集堡（今辽宁沈阳东南奉集堡）。1393年，铁岭卫又从奉集堡移至银州（今辽宁省铁岭市）。朝鲜王朝初期，李成桂对朝鲜半岛图们江流域加强了管理，招抚居住在该地区的女真人，最终使图们江和鸭绿江成为中朝两国的界河。

## 建置沿革
- 太祖二十三年（940年）：置二京、六府、九節度、一百二十郡。
- 成宗二年（983年）：置十二牧於楊、廣、黃、海、尙、晉、忠、清、公、全、羅、昇等十二州。
- 成宗十四年（995年）九月，定十道：
  - 京都開城府領赤縣六、畿縣七（一說一郡十二縣，今开城）
  - 關內道領楊廣黃海等二十九州八十二縣（實六十四縣，楊、廣二州今屬韩国首爾及京畿道，黃、海二州屬朝鲜黄海北道、黄海南道）
  - 中原道領忠清等十三州四十二縣（實二十五縣，今京畿道，忠清北道）
  - 河南道領公運等十一州三十四縣（實四十六縣，今忠清南道）
  - 嶺南道領尙州等十二州四十八縣（實五十六縣，今庆尚北道）
  - 嶺東道領慶金等九州三十五縣（一說四十八縣，實四十一縣，今庆尚南道东部）
  - 山南道領晉陜等十州三十七縣（實三十一縣，今庆尚南道西部）
  - 江南道領全瀛淳馬等九州四十三縣（今全罗北道）
  - 海陽道領光羅靜昇貝潭朗等十四州六十二縣(今全罗南道)
  - 朔方道領春交和登溟等七州六十二縣（今江原道）
  - 浿西道以西京所屬郡縣爲道，領十四州四縣七鎭(今平安道)

- 顯宗三年（1004年），廢十二節度，改置五都護。
- 顯宗九年(1010年)，改置三京（东京今庆州、南京今首尔、西京今平壤）、四都護、八牧、五十六知州郡事、二十八鎭將、二十縣令。四京（开城加三京）、八牧、十五府、一百二十九郡、三百三十四縣、二十九鎭。
- 高丽中期逐渐形成五道兩界：楊廣道（今京畿道，忠清道）、慶尚道、全羅道、交州道（今江原道）、西海道（今黄海道）、東界(今江原道东)、北界（今平安道）。
- 高丽后期，形成京畿、杨广道、庆尚道、全罗道、交州江陵道、西海道、东北面、西北面。

## 行政区划
高丽一级政区沿革情况一览：
| 新罗九州 | 行政区划 | 1009之前的诸道 | 1009之后的诸道     | 现在         |
| -------- | -------- | -------------- | ------------------ | ------------ |
| 汉州     | 京畿     | 京畿           | 京畿               | 开城         |
| 汉州     | 扬州牧   | 关内道         | 西海道             | 黄海道       |
| 汉州     | 黃州牧   | 关内道         | 西海道             | 黄海北道     |
| 汉州     | 海州牧   | 关内道         | 西海道             | 黄海南道     |
| 汉州     | 廣州牧   | 关内道         | 楊廣道             | 京畿道       |
| 汉州     | 忠州牧   | 中原道         | 楊廣道             | 忠清北道     |
| 熊州     | 清州牧   | 中原道         | 楊廣道             | 忠清北道     |
| 熊州     | 公州牧   | 河南道         | 楊廣道             | 忠清南道     |
| 全州     | 全州牧   | 江南道         | 全罗道             | 全罗北道     |
| 武州     | 罗州牧   | 海阳道         | 全罗道             | 全罗南道     |
| 武州     | 昇州     | 海阳道         | 全罗道             | 全罗南道     |
| 尚州     | 尚州牧   | 岭南道         | 庆尚道             | 庆尚北道     |
| 康州     | 晋州牧   | 山南道         | 庆尚道             | 庆尚南道西部 |
| 良州     | 晋州牧   | 岭东道         | 庆尚道             | 庆尚南道东部 |
| 朔州     | --       | 朔方道         | 交州道             | 江原道       |
| 溟州     | 不適用   | 朔方道         | 东界（双城总管府） | 江原道       |
| 不適用   | 不適用   | 浿西道         | 北界（东宁府）     | 平安道       |